# インディカー・シリーズ
インディカー・シリーズ（IndyCar Series）は、IndyCarが主催するモータースポーツのカテゴリー。フォーミュラカー（オープンホイール）を使用したレースでは北米最高峰に位置する。
アメリカ合衆国を中心に開催される。2003年から2011年までは日本でも開催された。

## 概要

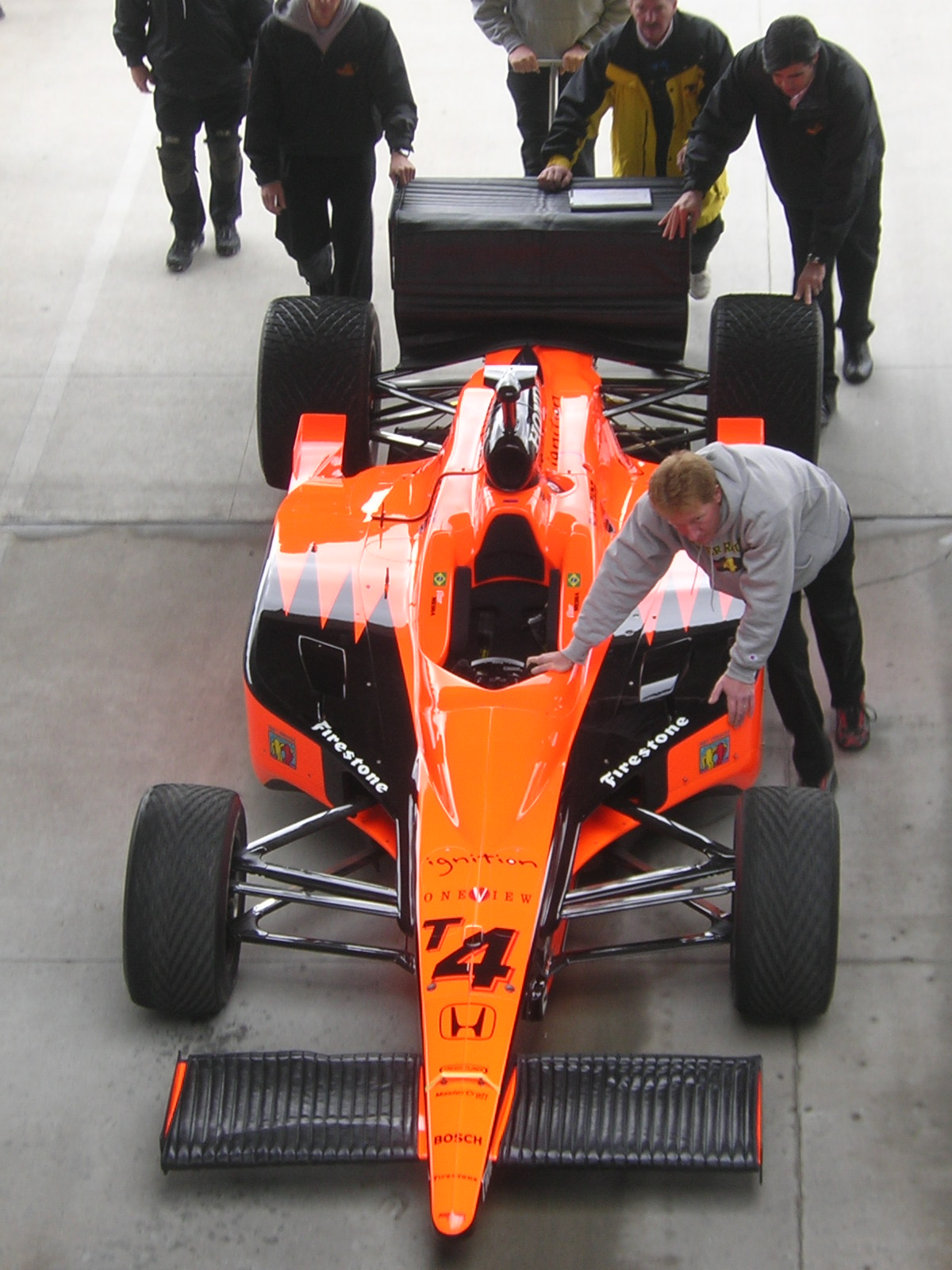
2006年のダラーラ IR5、ヴィットール・メイラ車

1994年、インディ500を開催するインディアナポリス・モーター・スピードウェイ (IMS) の社長であったトニー・ジョージが、インディ500だけでなく自らが主催する選手権を立ち上げたいために、1996年よりインディ・レーシング・リーグ (IRL)を発足させることを表明。1996年にはCARTが運営するインディカー・ワールド・シリーズ（後のチャンプカー・ワールド・シリーズ）から分離独立し、CARTやF1と同様、オープンホイールマシンでチャンピオンシップを争うレースとして発足した。
インディ500を頂点に据え、オーバルを中心にロード/ストリートコースを組み合わせたスケジュールとなっている（2004年まではオーバルコースレースのみ）。発足初年はCARTのマシンを使用していたが、1997年以降は独自のレギュレーションにより運営。当初はCARTに比べマイナーなカテゴリーであったが、2003年よりホンダ、トヨタが揃ってCARTよりIRLへ移籍表明を行ってからはそれまでの有力CART参戦ドライバー、チームも挙って移籍に追随し、一気に北米フォーミュラーレースのメジャーへと取って変わった。これも伝統のインディ500を持つ強みからである。
同年、トップカテゴリーの名称を「インディカー・シリーズ」に変更、IRLは国際自動車連盟（FIA）のように運営組織の名称として残された。
日本でもそれまで1998年より毎年栃木県茂木町のツインリンクもてぎで開催されてきたCARTのレースを2003年よりIRLに変更し、インディジャパン300として開催。これによりIRLの初のアメリカ以外での開催進出となった。
また、下位カテゴリーとしてインディ・ライツ（2002年 - 2005年までは「インフィニティ・プロシリーズ」、2005年以降は「インディ・プロシリーズ」)が形成され、インディカーへのステップアップカテゴリーとしてIRLの下に運営されている。
2008年シーズンからチャンプカー・ワールド・シリーズと選手権を統合した。実際には旧チャンプカーのチームに無償でエンジン・シャシー等を供給する形となったため、事実上IRL側がチャンプカー側を吸収する形となった。
2010年から2013年にかけて、アパレル・ブランドのアイゾッドがシリーズ冠スポンサーになり、名称が「IZOD インディカー・シリーズ」となった。2014年から2018年まではベライゾンが冠スポンサーとなり、名称も「ベライゾン・インディカー・シリーズ」に変更された。2019年からはNTTが冠スポンサーとなり、「NTT・インディカー・シリーズ」となる。
近年は北米でのF1人気の高まりに合わせてインディカーも急激に成長を見せており、視聴者数が増加。2023年の平均視聴者数はデジタルストリーミングを含めて132万人で、2008年以来の高水準に回復した。

## テクニカルレギュレーション

### 車体

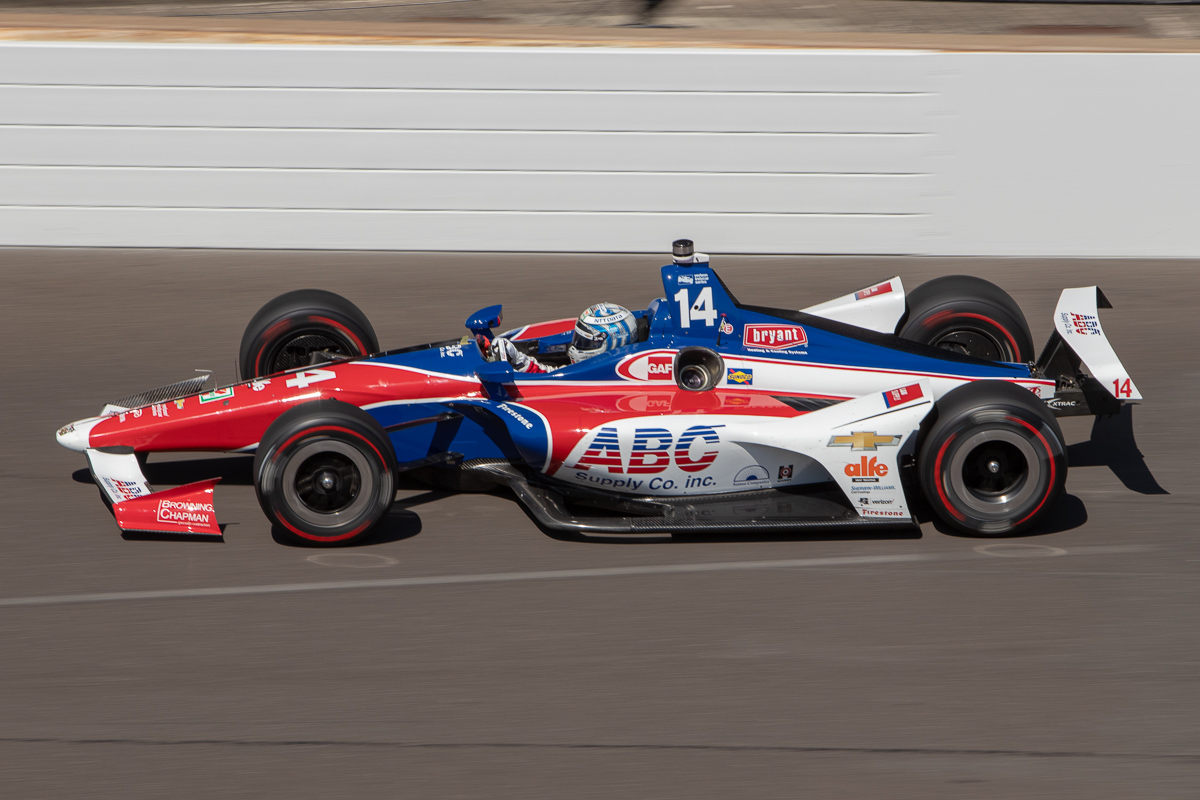
ダラーラ・IR18を運転するトニー・カナーン

シャシーはワンメイクで、2012年より第4世代のダラーラ・DW12が使用される。車名はこのシャーシのテストドライバーで2011年シーズンの最終戦ラスベガスで事故死したダン・ウェルドンに敬意を表してイニシャルDWを入れられた。全幅が78インチ(=約1,981mm,±12.7mm以内の誤差は認める)、重量がオーバル用1,545ポンド(約701kg)、ロード/ストリート用1,575ポンド(約714kg)とフォーミュラカーとしては幅広くやや重い。シャシーの基本部分は2012年以降、マイナーチェンジを繰り返しながら使用されており、マイナーチェンジのバージョンによっては「IR（西暦の下二桁）」と別名で呼ばれることもある。
エアロパーツはロード/ストリートコース及び低速オーバル用の「ロードコース・パッケージ」と高速オーバル用の「スーパースピードウェイ・パッケージ」の2種類が用意される。
ウィングの角度は設定範囲が決められているが、ガーニーフラップは自由に設定できる。
フロントウイング、リアウイング、サイドウイング、エンジンカバーを含むエアロキットは、2017年まではシャシーメーカー等が独自に開発、投入できた。ただし、2012年と2013年は全チームダラーラ製のエアロキットを搭載することになっている。これらはレース参戦コストを上げない為にレギュレーションで価格上限が30万9,000ドルと決められている。2018年からは再びダラーラ製のユニバーサルエアロキットを全車が使用する形に戻る。2020年からはコックピット内のドライバーを保護する目的で、F1等におけるHaloに相当する役割を持つ「エアロスクリーン」の装着が義務付けられている。
2003年よりシャーシ部門のコンストラクター、エンジン部門のマニュファクチャラーの両タイトルが制定されたが、2011年までは双方ワンメイクだったため有名無実化していた。2012年からは後述の通り複数のエンジンサプライヤーが参入するため、エンジン部門のタイトルが意味を持つことになる。
オーバルではスタッガーによって旋回性能を高めている。

### タイヤ

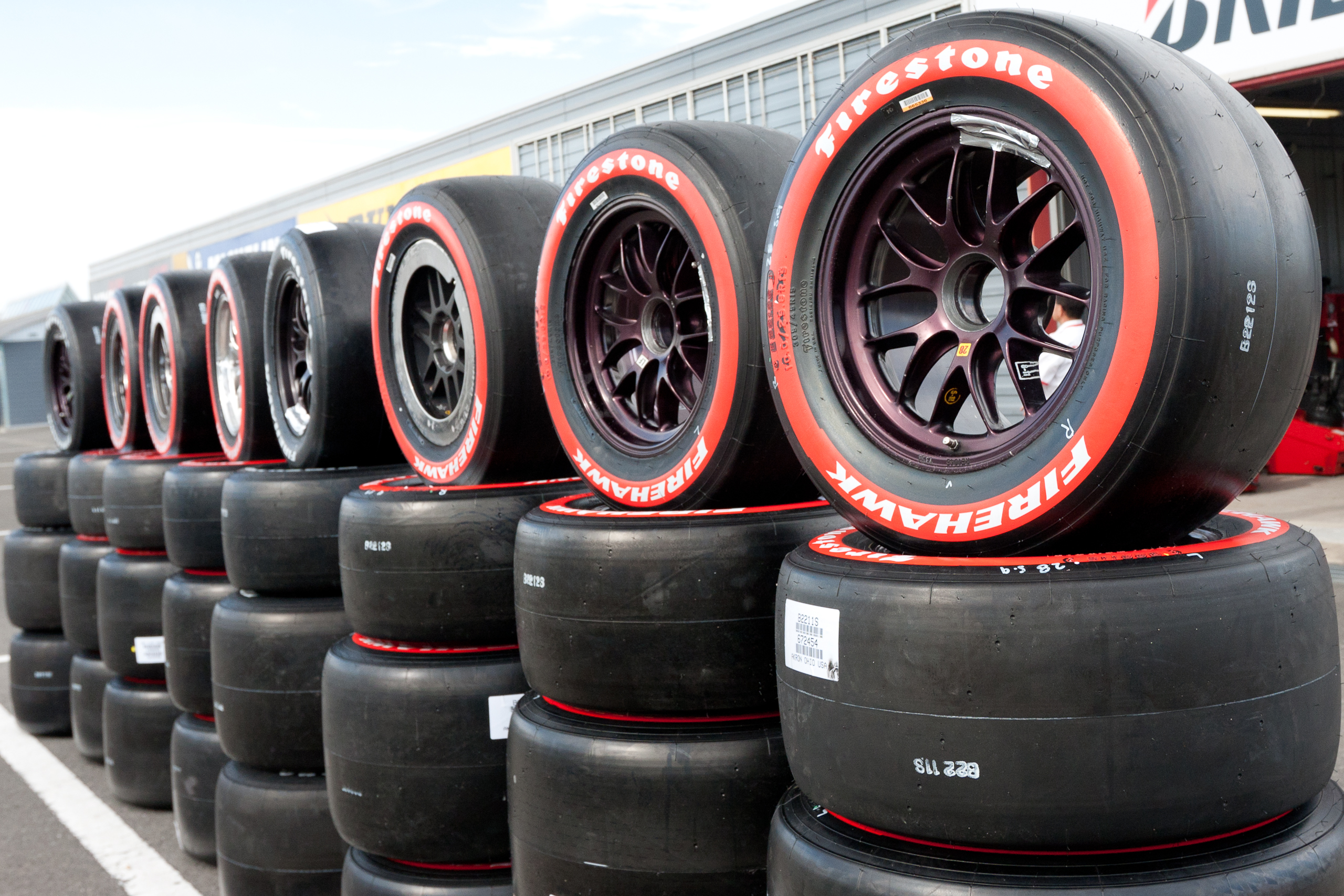
ファイアストン・ファイアホークタイヤ

タイヤはファイアストン (ブリヂストングループ) のワンメイク。チャンプカー同様1999年まではグッドイヤーも供給していた。
ロードコースではソフト(レッドタイヤ)とハード(ブラックタイヤ)の2種類のタイヤをアンダーグリーン中に装着し、かつそれぞれで2周以上走行しなければならない。

### エンジン
エンジンは2012年から2.2L以下 6気筒以下ツイン ターボ 直噴エンジンを採用する。サプライヤーはホンダとシボレー（実際の開発はイルモアが行う）の2社。
ECUは2012年よりマクラーレン・エレクトロニック・システムズ（MES）製の共通ECUが使用される。最高出力はオーバルで約550馬力、ロード/ストリートで約700馬力、レブリミットは12,000rpm。ロード/ストリートコースでは、エンジン回転数(+200rpm)とブースト圧(+11kPa)を一定時間引き上げる「プッシュ・トゥ・パス」を使用できる。
シーズン中にエンジンを改良した場合、それをレースに導入するには他のメーカーの同意を得なければならない。新しいエンジンに対して抗議をすることも可能だが、その際にはIndyCarの承認が必要になる。
燃料は2012年シーズンよりエタノール(生物由来)85%・ガソリン15%の混合燃料が使用されている。この配合のおかげで爆発の心配が少なく、ドライバーやピットクルーに引火しても視覚的に確認できる。2023年シーズンからはシェル製の100%再生可能燃料がレースで使用される予定。
エンジンについては、2.4L 6気筒ツインターボに回生ブレーキを組み合わせたハイブリッド型パワーユニット（PU）が導入される予定があった。ハイブリッドユニットは独マーレ社から供給を受けるとされ、当初は2023年からの導入を予定していたが、ハイブリッドユニットの一部コンポーネントに供給遅れが発生し、導入は2024年に延期。その後も安定供給の目処が立たないため、結局2.4Lエンジン及びマーレ製ハイブリッドユニットの導入計画は撤回され、既存の2.2Lエンジンにホンダ（HPD）/シボレー/イルモアが協力して開発したハイブリッドユニットを組み合わせた新PUを導入する方針となった。このハイブリッドPUは、数度の導入延期を経ながらも、2024年の第9戦ミド・オハイオから導入されている。

## スポーティングレギュレーション
基本的に2022年シーズンで行われている方式を記す。

### 予選
インディカー・シリーズでは、コースやイベントによって予選方式が異なる。
- オーバルコース

オーバルトラックでの予選では前のレースまでのエントラント・ポイント順位の下位から順に1回のみ計測を行うことが出来る。各車が2周を連続して走行し、その平均速度をもとにグリッドを決定する。
- - ※ダブルヘッダーレースの場合、1周目がレース1の、2周目がレース2のグリッドを決定する。
- ロード/ストリートコース

ロード/ストリートコースの予選は、セッションは以下の3つのラウンドに分けて行われ、各ラウンドの制限時間中に無制限に計測を行うことが出来る。
- - ラウンド1 - 全車をグループ1とグループ2に分けて行われる。各グループの上位6台、計12台がラウンド2に進出する。また、7位以下の選手については、グループ1には13番以降の奇数グリッド、グループ2には14番以降の偶数グリッドが与えられる。
  - ラウンド2 - 12台が計測を行い、上位6台がラウンド3に進出する。7位以下には順位通りに7番から12番のグリッドが与えられる。
  - ファイアストン・ファスト・シックス(ラウンド3) - 6台が計測を行い、ポールポジションから6番グリッドまでを決定する。
  - ※併催イベントなどの兼ね合いにより、ラウンド3を行わず、ラウンド2に進出した12台によりポールポジションから12番グリッドまでを決定する場合がある。
- インディ500

インディ500の予選は、決勝レース1週間前の土曜日と日曜日に行われる。スポット参戦を含む出場枠数以上の選手によってグリッドが争われる場合、予選落ちがある。

### 決勝
- スタート

ローリングスタートを採用し、インディ500のみ3列、それ以外は2列に並びスタートする。2013年 - 2014年は一部レースでスタンディングスタートを採用したレースがあった。

### 周回規定
インディカー・シリーズでは、周回数を定めるための基準となる走行距離を定めていない。そのため総走行距離及び規定周回数はレース毎に異なる。また、周回数の50%が完了した時点でレースは成立する。

## 過去のレギュレーションの変遷

### シャシー

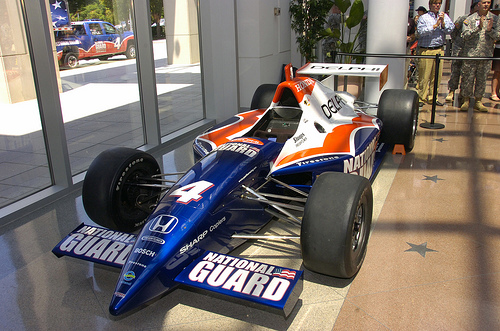
1997年仕様のGフォース、2008年

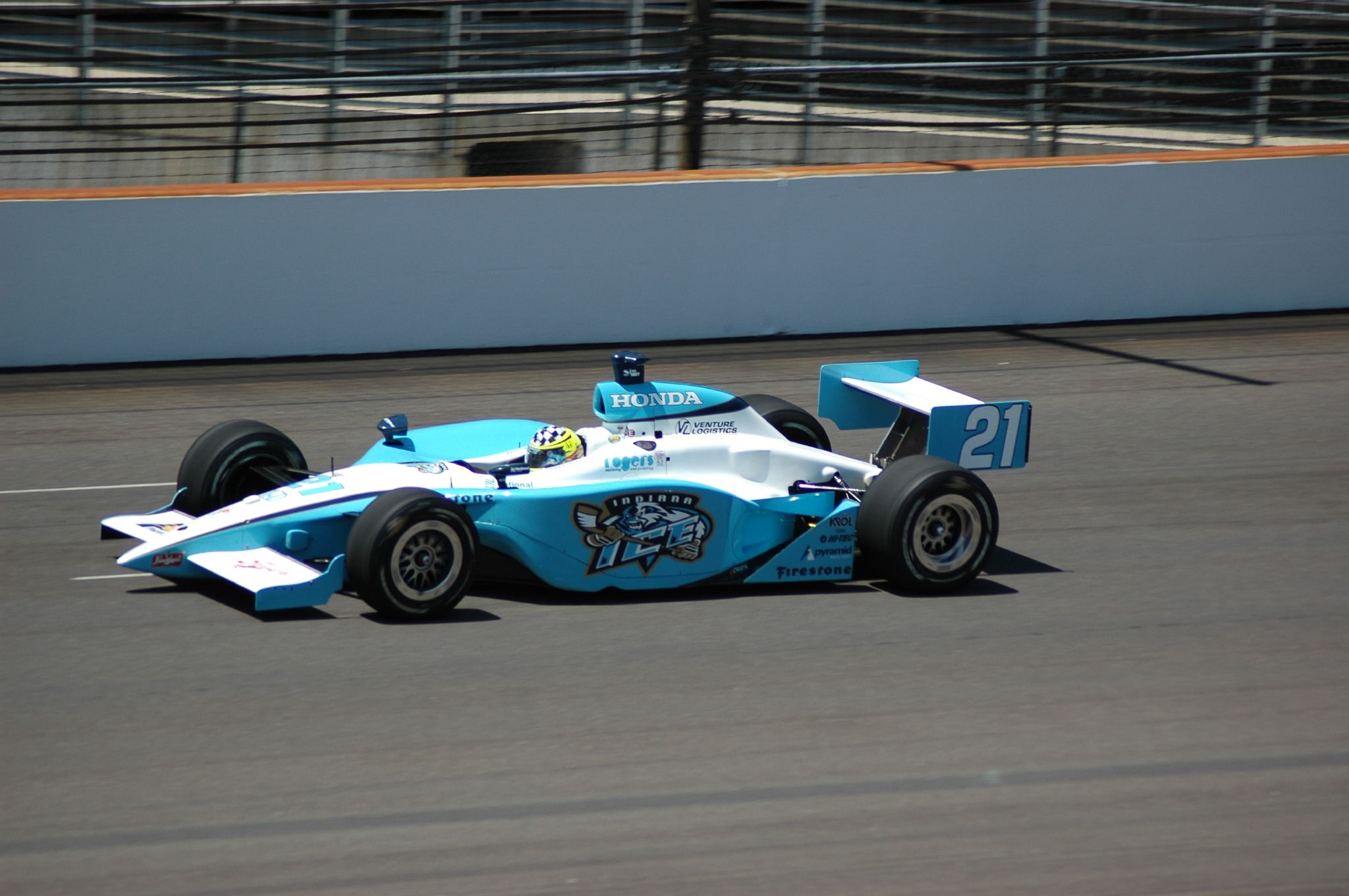
2007年のパノス GF09、ジャック・ラジアー車。インディアナポリス

2011年以前はマルチメイクであり、過去にはパノスも供給していたが、ダラーラと比較して空力などで劣ることから徐々に需要が減り、2008年のインディ500にスポット参戦したチームが使ったのを最後に撤退した。また以前はライリー&スコットが参戦していたこともあり、ファルコンも参戦を表明したが使われることはなかった。
そのため2009年から2011年までは、事実上ダラーラのワンメイクとなっていた。

### エンジン
シリーズ発足当初はCART同様の2.65L V8 ターボエンジンを使用していたが、1997年より3.5L V8 NAエンジンに変更。2002年まではシボレー（2001年まではオールズモビル・オーロラの名で供給）とインフィニティ（日産）の2社がエンジンを供給していた。インフィニティは2002年限りで撤退するが、2003年よりトヨタ・ホンダが新規参入して3社体制となったほか、同年のシーズン途中からはシボレーエンジンの開発をコスワースが担当するようになった。その後高速化に歯止めをかける目的から、2004年の第4戦（インディ500）からはエンジン排気量の上限を3Lに改めている。

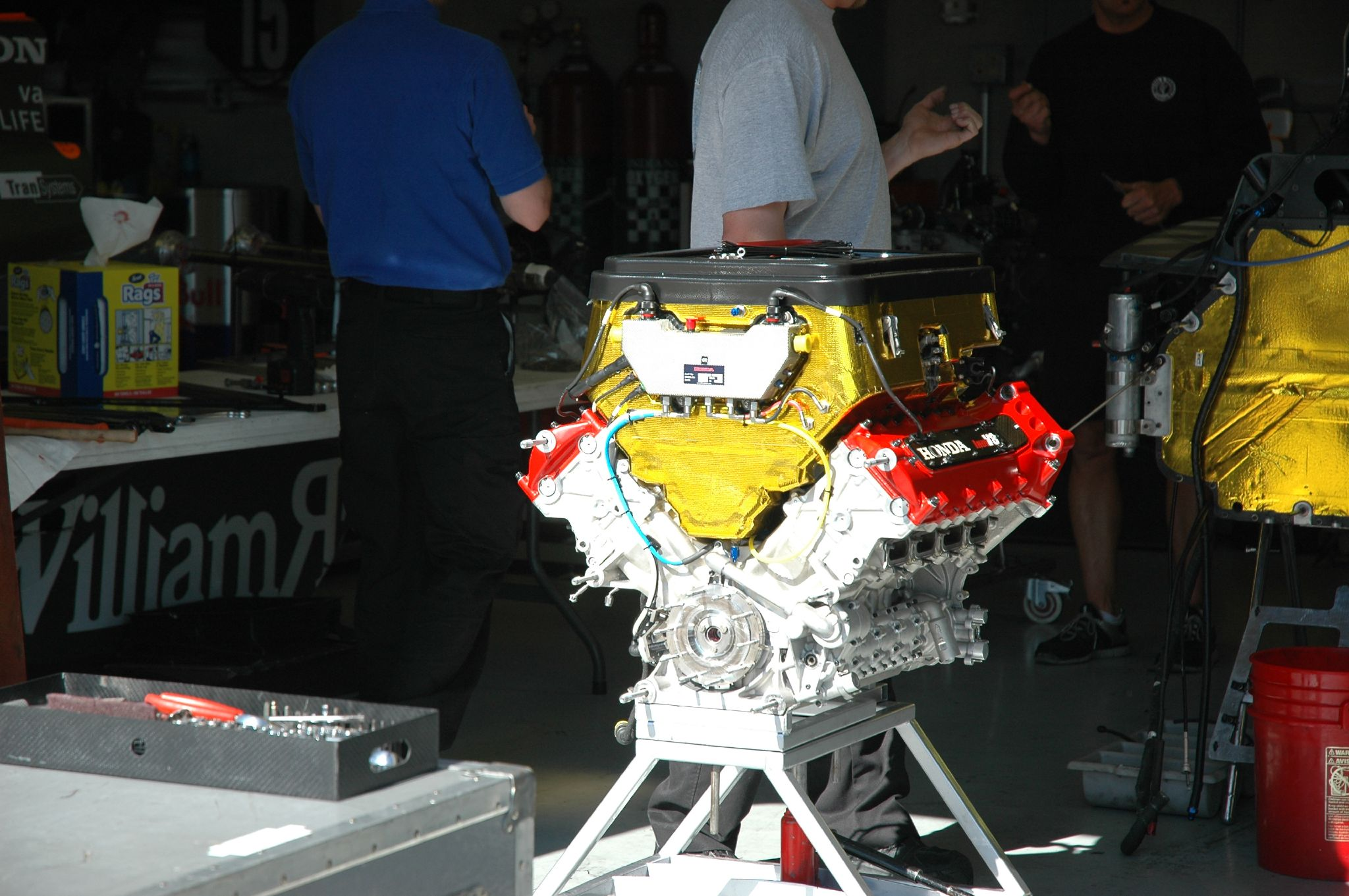
2008年仕様のホンダV8エンジン

しかし、2005年限りでシボレーが撤退したほか、トヨタも2006年限りでの撤退を発表したため、ペンスキー、チップ・ガナッシなどの有力チームが軒並みホンダ陣営への鞍替えを発表。このためトヨタも予定を1年前倒しして2005年限りで撤退し、2006年から2011年まではホンダのワンメイクとなっていた。
2012年のマニュファクチャラーズチャンピオンシップ復活に伴い、ロータスがジャッドと提携し参戦したが、1年限りで撤退した。

### 燃料
2005年まではシリーズ発足から一貫してCARTと同じアルコール燃料であるメタノールが使用されていたが、環境への配慮から切り替えられた。この準備段階として、2006年シーズンはメタノール90%・エタノール10%の混合燃料が使用された。メタノールからエタノール系への変更によりエンジン出力が約1割程低下するため、合わせてエンジン排気量が3.5Lへ変更された。

## 歴代チャンピオン

### シリーズチャンピオン
| 年      | チャンピオン                          | チャンピオン                                                  | チャンピオン      | チャンピオン                              | ルーキー・オブ・ザ・イヤー       | モースト・ポピュラー・ドライバー |
| 年      | ドライバー                            | チーム                                                        | シャシー          | エンジン                                  | ルーキー・オブ・ザ・イヤー       | モースト・ポピュラー・ドライバー |
| ------- | ------------------------------------- | ------------------------------------------------------------- | ----------------- | ----------------------------------------- | -------------------------------- | -------------------------------- |
| 1996    | スコット・シャープ、 バズ・カルキンス | A.J.フォイト・エンタープライズ ブラッドレイ・モータースポーツ | ローラ レイナード | フォード・コスワース フォード・コスワース | 受賞者なし                       | 受賞者なし                       |
| 1996-97 | トニー・スチュワート                  | チーム・メナード                                              | Gフォース         | オールズモビル                            | ジム・ガスリー                   | アリー・ルイエンダイク           |
| 1998    | ケニー・ブラック                      | A.J.フォイト・エンタープライズ                                | ダラーラ          | オールズモビル                            | ロビー・アンサー                 | アリー・ルイエンダイク           |
| 1999    | グレッグ・レイ                        | チーム・メナード                                              | ダラーラ          | オールズモビル                            | スコット・ハリントン             | スコット・グッドイヤー           |
| 2000    | バディ・ラジアー                      | ヘメルガーン・レーシング                                      | ダラーラ          | オールズモビル                            | アイルトン・ダーレ               | アル・アンサーJr.                |
| 2001    | サム・ホーニッシュJr.                 | パンサー・レーシング                                          | ダラーラ          | オールズモビル                            | フェリペ・ジアフォーネ           | サラ・フィッシャー               |
| 2002    | サム・ホーニッシュJr.                 | パンサー・レーシング                                          | ダラーラ          | シボレー                                  | ローラン・レドン                 | サラ・フィッシャー               |
| 2003    | スコット・ディクソン                  | チップ・ガナッシ・レーシング                                  | Gフォース         | トヨタ                                    | ダン・ウェルドン                 | サラ・フィッシャー               |
| 2004    | トニー・カナーン                      | アンドレッティ・グリーン・レーシング                          | ダラーラ          | ホンダ                                    | 松浦孝亮                         | サム・ホーニッシュJr.            |
| 2005    | ダン・ウェルドン                      | アンドレッティ・グリーン・レーシング                          | ダラーラ          | ホンダ                                    | ダニカ・パトリック               | ダニカ・パトリック               |
| 2006    | サム・ホーニッシュJr.                 | ペンスキー・レーシング                                        | ダラーラ          | ホンダ                                    | マルコ・アンドレッティ           | ダニカ・パトリック               |
| 2007    | ダリオ・フランキッティ                | アンドレッティ・グリーン・レーシング                          | ダラーラ          | ホンダ                                    | ライアン・ハンター＝レイ         | ダニカ・パトリック               |
| 2008    | スコット・ディクソン                  | チップ・ガナッシ・レーシング                                  | ダラーラ          | ホンダ                                    | 武藤英紀                         | ダニカ・パトリック               |
| 2009    | ダリオ・フランキッティ                | チップ・ガナッシ・レーシング                                  | ダラーラ          | ホンダ                                    | ラファエル・マトス               | ダニカ・パトリック               |
| 2010    | ダリオ・フランキッティ                | チップ・ガナッシ・レーシング                                  | ダラーラ          | ホンダ                                    | アレックス・ロイド               | ダニカ・パトリック               |
| 2011    | ダリオ・フランキッティ                | チップ・ガナッシ・レーシング                                  | ダラーラ          | ホンダ                                    | ジェームズ・ヒンチクリフ         | ダン・ウェルドン                 |
| 2012    | ライアン・ハンター＝レイ              | アンドレッティ・オートスポーツ                                | ダラーラ          | シボレー                                  | サイモン・パジェノ               | ジェームズ・ヒンチクリフ         |
| 2013    | スコット・ディクソン                  | チップ・ガナッシ・レーシング                                  | ダラーラ          | ホンダ                                    | トリスタン・ヴォーティエ         | トニー・カナーン                 |
| 2014    | ウィル・パワー                        | チーム・ペンスキー                                            | ダラーラ          | シボレー                                  | カルロス・ムニョス               | ファン・パブロ・モントーヤ       |
| 2015    | スコット・ディクソン                  | チップ・ガナッシ・レーシング                                  | ダラーラ          | シボレー                                  | ギャビー・チャベス               | ジャスティン・ウィルソン         |
| 2016    | サイモン・パジェノ                    | チーム・ペンスキー                                            | ダラーラ          | シボレー                                  | アレクサンダー・ロッシ           | ブライアン・クロウソン           |
| 2017    | ジョセフ・ニューガーデン              | チーム・ペンスキー                                            | ダラーラ          | シボレー                                  | エド・ジョーンズ                 | コナー・デイリー                 |
| 2018    | スコット・ディクソン                  | チップ・ガナッシ・レーシング                                  | ダラーラ          | ホンダ                                    | ロバート・ウィッケンス           | ジェームズ・ヒンチクリフ         |
| 2019    | ジョセフ・ニューガーデン              | チーム・ペンスキー                                            | ダラーラ          | シボレー                                  | フェリックス・ローゼンクヴィスト | 受賞者なし                       |
| 2020    | スコット・ディクソン                  | チップ・ガナッシ・レーシング                                  | ダラーラ          | ホンダ                                    | リヌス・ヴィーケイ               | アレクサンダー・ロッシ           |
| 2021    | アレックス・パロウ                    | チップ・ガナッシ・レーシング                                  | ダラーラ          | ホンダ                                    | スコット・マクラフリン           | ロマン・グロージャン             |
| 2022    | ウィル・パワー                        | チーム・ペンスキー                                            | ダラーラ          | シボレー                                  | クリスチャン・ルンガー           | 受賞者なし                       |
| 2023    | アレックス・パロウ                    | チップ・ガナッシ・レーシング                                  | ダラーラ          | ホンダ                                    | マーカス・アームストロング       | 受賞者なし                       |
| 2024    | アレックス・パロウ                    | チップ・ガナッシ・レーシング                                  | ダラーラ          | ホンダ                                    | リヌス・ルンドクヴィスト         | 受賞者なし                       |
| 2025    | アレックス・パロウ                    | チップ・ガナッシ・レーシング                                  | ダラーラ          | ホンダ                                    |                                  |                                  |

#### チャンピオン獲得回数（ドライバー）
| 回数 | ドライバー                   | 年                                             |
| ---- | ---------------------------- | ---------------------------------------------- |
| 6    | スコット・ディクソン         | 2003年, 2008年, 2013年, 2015年, 2018年, 2020年 |
| 4    | ダリオ・フランキッティ       | 2007年, 2009年, 2010年, 2011年                 |
| 4    | アレックス・パロウ           | 2021年, 2023年, 2024年, 2025年                 |
| 3    | サム・ホーニッシュ・ジュニア | 2001年, 2002年, 2006年                         |
| 2    | ウィル・パワー               | 2014年, 2022年                                 |
| 2    | ジョセフ・ニューガーデン     | 2017年, 2019年                                 |
| 1    | スコット・シャープ           | 1996年                                         |
| 1    | バズ・カルキンス             | 1996年                                         |
| 1    | トニー・スチュワート         | 1997年                                         |
| 1    | ケニー・ブラック             | 1998年                                         |
| 1    | グレッグ・レイ               | 1999年                                         |
| 1    | バディ・ラジアー             | 2000年                                         |
| 1    | トニー・カナーン             | 2004年                                         |
| 1    | ダン・ウェルドン             | 2005年                                         |
| 1    | ライアン・ハンター＝レイ     | 2012年                                         |
| 1    | サイモン・パジェノ           | 2016年                                         |

#### チャンピオン獲得回数（チーム）
| 回数 | チーム                         | 年 |
| ---- | ------------------------------ | --- |
| 13   | チップ・ガナッシ・レーシング   | 2003年, 2008年, 2009年, 2010年, 2011年, 2013年, 2015年, 2018年, 2020年, 2021年, 2023年, 2024年, 2025年 |
| 6    | チーム・ペンスキー             | 2006年, 2014年, 2016年, 2017年, 2019年, 2022年                                                         |
| 4    | アンドレッティ・オートスポーツ | 2004年, 2005年, 2007年, 2012年                                                                         |
| 2    | A.J.フォイト・エンタープライズ | 1996年, 1998年                                                                                         |
| 2    | チーム・メナード               | 1997年, 1999年                                                                                         |
| 2    | パンサー・レーシング           | 2001年, 2002年                                                                                         |
| 1    | ブラッドレイ・モータースポーツ | 1996年                                                                                                 |
| 1    | ヘメルガーン・レーシング       | 2000年                                                                                                 |

### 部門賞
2010年からはシリーズチャンピオンに加え、オーバルとロードコースそれぞれに部門別チャンピオンシップを設けている。オーバル賞にはインディ500で4勝をあげたA.J.フォイト、ロードコース賞にはCARTで4度のチャンピオンを獲得したマリオ・アンドレッティの名が冠されている。
| 年   | A.J.フォイト トロフィー    | マリオ・アンドレッティ トロフィー |
| ---- | -------------------------- | --------------------------------- |
| 2010 | ダリオ・フランキッティ     | ウィル・パワー                    |
| 2011 | スコット・ディクソン       | ウィル・パワー                    |
| 2012 | ライアン・ハンター＝レイ   | ウィル・パワー                    |
| 2013 | エリオ・カストロネベス     | スコット・ディクソン              |
| 2014 | ファン・パブロ・モントーヤ | ウィル・パワー                    |
| 2015 | ファン・パブロ・モントーヤ | ウィル・パワー                    |
| 2016 | ジョセフ・ニューガーデン   | サイモン・パジェノ                |
| 2017 | エリオ・カストロネベス     | ジョセフ・ニューガーデン          |
| 2018 | ウィル・パワー             | スコット・ディクソン              |
| 2019 | サイモン・パジェノ         | スコット・ディクソン              |
| 2020 | スコット・ディクソン       | ジョセフ・ニューガーデン          |
| 2021 | パトリシオ・オワード       | アレックス・パロウ                |
| 2022 | パトリシオ・オワード       | ウィル・パワー                    |
| 2023 | ジョセフ・ニューガーデン   | アレックス・パロウ                |

インディ500の勝者はインディ500#歴代優勝者を参照

## 主なシリーズ参戦ドライバー
| ドライバー                   | 参戦年                     | 主な成績 | F1参戦歴 |
| ---------------------------- | -------------------------- | --- | --- |
| ダニー・オンガイス           | 1996-1998                  | 1996年29位、1996-97年42位、1998年NC | 1977-1978（ペンスキー、エンサイン、シャドウ）                                                                                          |
| エディ・チーバー             | 1996-2002, 2006            | 1996年16位、1996-97年3位、1998年9位、1999年7位、2000年3位、2001年8位、2002年10位、2006年19位                                                                                    | 1978, 1980-1989（セオドール、ヘスケス、オゼッラ、ティレル、リジェ、ルノー、アルファロメオ、ハース、アロウズ）                          |
| エリセオ・サラザール         | 1996-2002                  | 1996年23位、1996-97年9位、1998年29位、1999年20位、2000年4位、2001年5位、2002年20位                                                                                              | 1981-1983（マーチ、エンサイン、ATS、RAM）                                                                                              |
| ミケーレ・アルボレート       | 1996                       | 1996年11位、1996-97年32位 | 1981-1994（ティレル、フェラーリ、ラルース、アロウズ、フットワーク、スクーデリア・イタリア）                                            |
| ロベルト・ゲレーロ           | 1996-2001                  | 1996年4位、1996-97年7位、1998年26位、1999年30位、2000年44位、2001年NC | 1982-1983（エンサイン、セオドール） |
| ラウル・ボーセル             | 1998-2002                  | 1998年20位、1999年23位、2000年37位、2001年NC、2002年19位 | 1982-1983（マーチ、リジェ） |
| ロベルト・モレノ             | 1999, 2006-2008            | 1999年29位、2006年30位、2007年36位、2008年46位 | 1982, 1987, 1989-1992, 1995（ロータス、AGS、コローニ、ユーロブルン、ベネトン、ジョーダン、ミナルディ、アンドレア・モーダ、フォルティ） |
| ジョニー・ハーバート         | 2001-2002                  | 2001年NC、2002年NC | 1989-2000（ベネトン、ティレル、ロータス、リジェ、ザウバー、スチュワート、ジャガー）                                                    |
| ジャン・アレジ               | 2012                       | 2012年34位 | 1989-2001（ティレル、フェラーリ、ベネトン、ザウバー、プロスト、ジョーダン）                                                            |
| マイケル・アンドレッティ     | 2001-2003, 2006-2007       | 2001年34位、2002年38位、2003年24位、2006年24位、2007年27位 | 1993（マクラーレン） |
| ルーベンス・バリチェロ       | 2012                       | 2012年12位 | 1993-2011（ジョーダン、スチュワート、フェラーリ、ホンダ、ブラウン、ウィリアムズ）                                                      |
| 野田英樹                     | 2002                       | 2002年32位 | 1994（ラルース） |
| マッシミリアーノ・パピス     | 2002, 2006, 2008           | 2002年43位、2006年27位、2008年NC | 1995（フットワーク） |
| ジャック・ヴィルヌーヴ       | 2014                       | 2014年30位 | 1996-2006（ウィリアムズ、BAR、ルノー、ザウバー、BMWザウバー）                                                                          |
| 中野信治                     | 2003                       | 2003年29位 | 1997-1998（プロスト、ミナルディ） |
| ヴィンセンツォ・ソスピリ     | 1997, 1999                 | 1996-97年21位、1999年NC | 1997（ローラ） |
| 高木虎之介                   | 2003-2004                  | 2003年10位、2004年15位 | 1998-1999（ティレル、アロウズ） |
| ファン・パブロ・モントーヤ   | 2000, 2014-2017, 2021-2022 | 2000年25位、2014年4位、2015年2位、2016年8位、2017年24位、2021年31位、2022年31位                                                                                                 | 2001-2006（ウィリアムズ、マクラーレン）                                                                                                |
| エンリケ・ベルノルディ       | 2008                       | 2008年22位 | 2001-2002（アロウズ） |
| フェルナンド・アロンソ       | 2017, 2019-2020            | 2017年29位、2019年NC、2020年31位 | 2001, 2003-2018, 2021-（ミナルディ、ルノー、マクラーレン、フェラーリ、アルピーヌ、アストンマーティン）                                 |
| トーマス・エンゲ             | 2004-2006                  | 2004年27位、2005年16位、2006年32位 | 2001（プロスト） |
| 佐藤琢磨                     | 2010-                      | 2010年21位、2011年13位、2012年14位、2013年17位、2014年15位、2015年14位、2016年17位、2017年8位、2018年12位、2019年9位、2020年7位、2021年11位、2022年19位、2023年29位、2024年37位 | 2002-2008（ジョーダン、BAR、スーパーアグリ）                                                                                           |
| アントニオ・ピッツォニア     | 2008                       | 2008年45位 | 2003-2005（ジャガー、ウィリアムズ） |
| ジャスティン・ウィルソン     | 2008-2015                  | 2008年11位、2009年9位、2010年11位、2011年24位、2012年15位、2013年6位、2014年15位、2015年24位                                                                                    | 2003（ミナルディ、ジャガー） |
| ジョルジオ・パンターノ       | 2005, 2011-2012            | 2005年26位、2011年36位、2012年31位 | 2004（ジョーダン） |
| ロバート・ドーンボス         | 2009                       | 2009年16位 | 2005-2006（ミナルディ、レッドブル） |
| スコット・スピード           | 2011                       | 2011年NC | 2006-2007（トロ・ロッソ） |
| フランク・モンタニー         | 2008-2009, 2014            | 2008年40位、2009年38位、2014年36位 | 2006（スーパーアグリ） |
| セバスチャン・ボーデ         | 2005, 2011-2021            | 2005年28位、2011年23位、2012年25位、2013年12位、2014年10位、2015年10位、2016年14位、2017年21位、2018年7位、2019年11位、2020年28位、2021年16位                                   | 2008-2009（トロ・ロッソ） |
| ロマン・グロージャン         | 2021-                      | 2021年15位、2022年13位、2023年13位、2024年17位 | 2009, 2012-2020（ルノー、ロータス、ハース）                                                                                            |
| エステバン・グティエレス     | 2017                       | 2017年25位 | 2013-2014, 2016（ザウバー、ハース） |
| ケビン・マグヌッセン         | 2021                       | 2021年42位 | 2014-2020, 2022-2024（マクラーレン、ルノー、ハース）                                                                                   |
| マックス・チルトン           | 2016-2021                  | 2016年19位、2017年11位、2018年19位、2019年22位、2020年22位、2021年25位 | 2013-2014（マルシャ） |
| マーカス・エリクソン         | 2019-                      | 2019年17位、2020年12位、2021年6位、2022年6位、2023年6位、2024年15位 | 2014-2018（ケータハム、ザウバー） |
| アレクサンダー・ロッシ       | 2016-                      | 2016年11位、2017年7位、2018年2位 、2019年3位、2020年9位、2021年10位、2022年9位、2023年9位、2024年10位                                                                           | 2015（マルシャ） |
| ピエトロ・フィッティパルディ | 2018, 2021, 2024-          | 2018年26位、2021年32位、2024年19位 | 2020（ハース） |

## 日本人ドライバーの参戦
（インディカー・シリーズとその下部カテゴリのみ、旧CARTを除く）
2024年のインディカー・シリーズに参戦
- 佐藤琢磨（インディカー通算6勝、2017年、2020年のインディ500優勝）（インディ500のみ）

過去参戦していたドライバー
- 松田秀士
- 野田英樹
- 高木虎之介（2003年のインディ500ルーキー・オブ・ザ・イヤー）
- 中野信治
- 服部茂章
- 松浦孝亮（2004年のインディ500&シーズンルーキー・オブ・ザ・イヤー）
- 武藤英紀（2008年のシーズンルーキー・オブ・ザ・イヤー）
- ロジャー安川
  - 安川はアメリカ合衆国で生まれたためアメリカ国籍であるが、日本では日本人として扱われることが多い。
- レーサー鹿島（プロシリーズのみ）
- 岡本章平（プロシリーズのみ）

## 開催日程と優勝者
1996年発足当初は3戦のみという少なさだったが翌1997年から拡大、さらに2005年はロードコースへ進出した。また2003年から2011年まで日本がカレンダーに組み込まれていた。また2010年からはブラジルがカレンダーに組み込まれている。現在ではオーバルレースとロードレース（市街地、特設含む）が概ね1:2の比率となっている。

## テレビ中継
- アメリカ国内では2008年までESPNとABCで中継を行っていた。しかし2009年からはESPNに代わり、NBCSN（旧Versus）が中継することになった。なお、ABCは1965年から2018年までの54年に渡りインディ500の中継を行っていたが、2019年以降はNBCスポーツがシリーズ全戦中継を行う[24][25]。そして2025シーズンからFOXが全戦地上波放送予定[26]。アメリカにおける人気は、インディ500を除くと視聴者数的にはNASCARカップ・シリーズの1/4以下で、NHRAメモ・イエローシリーズ及びF1世界選手権と同程度である[27]。
- 日本ではGAORA SPORTSが中継を行っている。GAORA SPORTSでは生放送を中心に放送している。生放送の場合は時差のため日曜日の深夜～月曜日の昼頃に放送が行われる。実況、司会は村田晴郎、レーサー鹿島、辻野ヒロシ。解説は松田秀士を中心に武藤英紀、松浦孝亮、黒澤琢弥、野田英樹ら、インディカーをはじめとしたアメリカンオープンホイールを戦ったドライバーや小倉茂徳が務めているほか、現地から天野雅彦のSkypeまたは電話リポートが行われ、レース後に天野と連絡が取れた場合は出場した日本人ドライバーがその場からSkype出演をしている。実況解説の雰囲気がモータースポーツのみならず他のあらゆるスポーツ中継と比べても特筆すべきほど非常に「ゆるい」ことで有名で、確かな解説と軽妙なトークのバランスが人気。インターネットを中心に「居酒屋実況」と呼ばれ親しまれている。
- インディカー公式サイトによる中継配信が行われている[28]。基本的にプラクティス・予選を含めインディカー・シリーズおよびインディ・ライツ全セッションの英語による中継配信が行われるが、放映権利の兼ね合いから一部セッションの配信がブロックされている国がある。日本でもインディカー・シリーズの決勝レース配信はブロックされている。
- 日本テレビでは2002年までCARTの中継を行っていたが、ホンダ・トヨタが共にIRLに移ったこと、またツインリンクもてぎでの開催がIRLに移った事により、2003年からインディジャパン最終年となった2011年までIRLの中継を行った。
- 1999年以前、IRLのシリーズ戦中継は行われていなかったが、インディ500のみTBSやテレビ朝日にて放送されていた。